# 海盗博弈

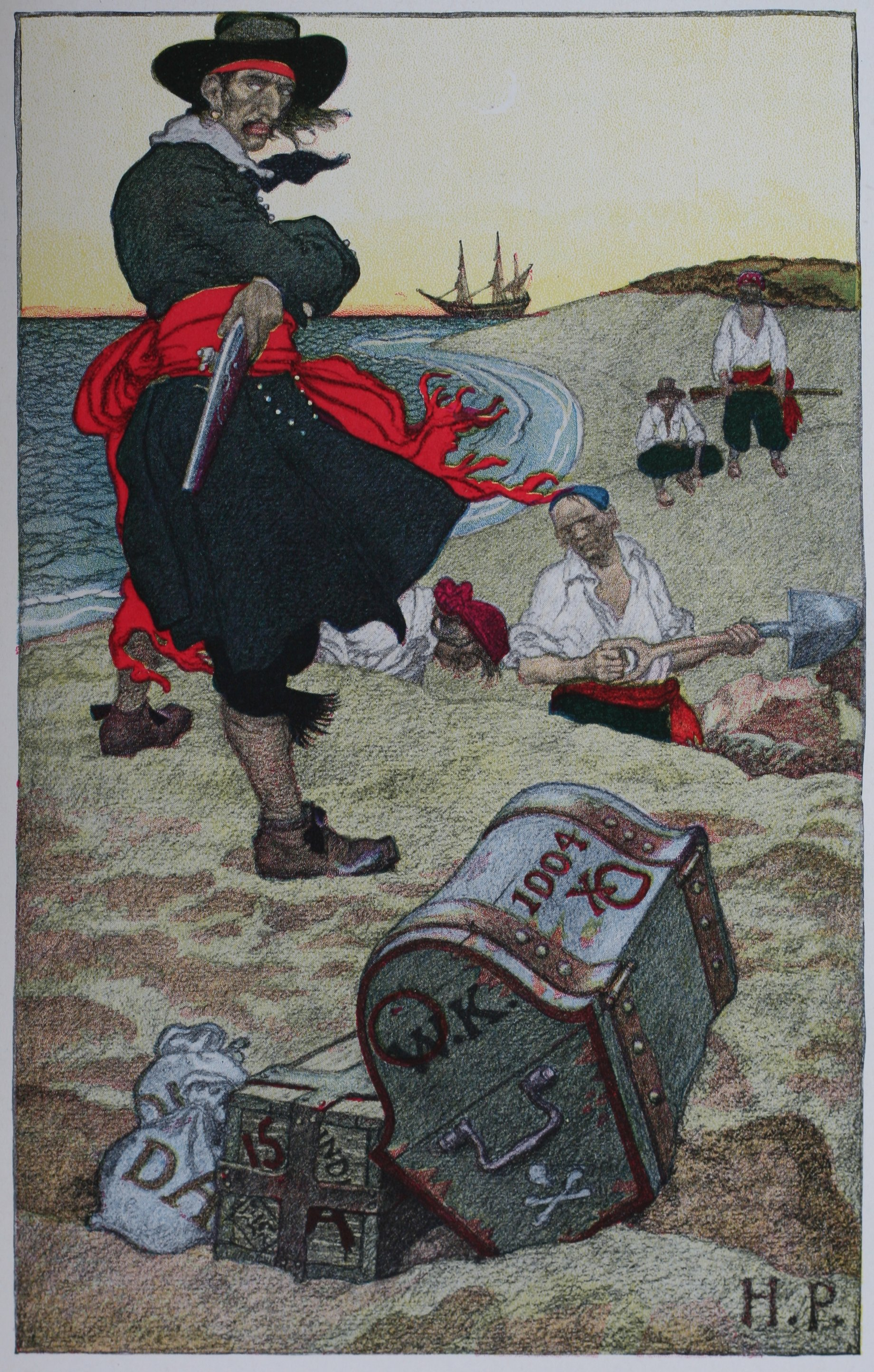
霍华德·派尔书中的海盗

海盗博弈（英語：Pirate game），或强盗分金问题是一个简单的数学博弈。该博弈描述了如果遵循经济人的行为，结果可能与常人的直觉相悖。这也是最后通牒賽局的多参与者版本。

## 博弈
有五个理性的海盗，A, B, C, D和E，找到了100个金币，需要想办法分配金币。
海盗们有严格的等级制度：A比B职位高，B比C高，C比D高，D比E高。
海盗世界的分配原则是：等级最高的海盗提出一种分配方案。所有的海盗投票决定是否接受分配，包括提议人。并且在票数相同的情况下，提议人有决定权。如果提议通过，那么海盗们按照提议分配金币。如果没有通过，那么提议人将被扔出船外，然后由下一个最高职位的海盗提出新的分配方案。
海盗们基于三个因素来做决定。首先，要能存活下来。其次，自己得到的利益最大化。最后，在所有其他条件相同的情况下，优先选择把别人扔出船外。

## 结果
直觉上认为，A海盗会给自己分配很少，以避免被扔出船外。然而这和理论结果相差甚远。
让我们反过来看：如果只剩下D和E，D给自己100个金币，给E 0个。因为D有决定权，所以分配达成。
如果剩下三个人（C，D和E），C知道D下轮会给E 0个金币，所以C这轮给E 1个金币，让E支持自己以使得提议通过。因此如果剩下三个人，结果是C：99，D：0，E：1。
如果B, C, D 和 E 剩下， B 知道上述结果。所以为了避免被扔出去，他只需要给D 1个金币，因为他有决定权，只需要D的支持就足够了。因此他会提议 B：99， C：0， D：1，E：0。有人可能想到提议B：99， C：0， D：0，E：1，因为E知道即使把B扔出去，也不会得到更多了。但由于海盗会优先把别人扔出去，所以E会选择杀死B，然后仍然可以从C的提议中得到相同金币。（若要讓E同意他，就至少要給他2個金幣才行，這樣並不划算，因為這樣B自己只能得到98金幣，所以不用浪費金幣給E）
假设A知道所有的一切，他就能选择让C和E来支持他，提议变成：
- A: 98金币
- B: 0金币
- C: 1金币
- D: 0金币
- E: 1金币[1]

同样的 A：98，B：0，C：0，D：1，E：1 或者其他的提议都不是最好的，因为D会选择把A扔出去，然后从B那里得到相同的金币。（若要讓D同意他，就至少要給他2個金幣才行，這樣並不划算，因為這樣A自己只能得到97金幣，所以不用浪費金幣給D）

## 延伸
该博弈能很容易延伸到200个海盗（如果有更多金币，甚至可以更多）。艾恩·史都華在1999年5月期的《科学美国人》中，将该博弈延伸到任意人数的海盗，得到十分有趣的结果。 
設共有N個海盜，等級最低的海盜為1號，其次為2號，依此類推，等級最高的是N號，若N ≤ 200，則N號海盜的分配法為：自己{\displaystyle \left\lfloor {\frac {202-N}{2}}\right\rfloor }個金幣，其餘海盜中，編號和N的奇偶性相同者每人各1枚金幣，奇偶性不同的，什麼也得不到。
201號海盜必須要有101票才能通過，他沒有辦法，只能自己不拿金幣，而給1~199號中奇數號的海盜每人各1枚金幣，這樣他以及1~199號中的奇數號會投贊成票，這樣就剛好101票，提案即可通過。
202號與201號類似，自己不拿金幣，而給2~200號中的偶數號每人各1枚。
到了203號，情況第一次有了一百八十度的大轉彎，因為他需要102票，但是他沒有足夠的金幣去收買101人，无法通过。
204號則較幸運，因為203號知道他唯有支持204號才能保命，所以204號可以給1~199號中奇數號的海盜每人各1枚金幣，因為他知道，203號雖然一無所獲但還是會投贊成票，再加上自己一票以及1~199號中奇數號的100票，就達成了102票的條件，所以他的提案就可以通過。
205號就沒那麼走運了，他不能指望203號與204號支持他，所以沒法通過。
206號也是一樣，因為他需要103票才能通過，所以就算205號會支持他，還是差1票。
207號則需要104票，但是他最多也只能得到103票（他自己、205號和206號、以及1~200號中的100人），所以也不能通過。
208號則又時來運轉，他可以給2~200號中的偶數號每人各1枚，這樣他們會同意他，同時他自己跟205, 206, 207號也會投贊成票，剛好104票可通過。
此時，我們繼續分析，可以得到一個新的序列：201, 202, 204, 208, 216, 232, 264, 328, 456, 712, 1224, ... ，這些編號的海盜能夠存活，他們依次要分給1~200中的奇數、偶數、奇數、偶數、奇數、偶數、 ...號每人各1枚金幣。所以當有1500位海盜時，前276名等級最高的海盜必死無疑。輪到1224號海盜時，他可以只分給1~199號中奇數號的海盜每人各1枚金幣，而其餘的海盜什麼也得不到。

## 结论
一般地，对于任意给定的金币 G, 海盗数目 N。上文中等级不高于 (2 * G) 的海盗都有存活机会；但对于等级高于 (2 * G) 的海盗，只有编号 (N - 2 * G) 为 2 的整数次幂的那些海盗有存活机会，其余海盗必死无疑。第 N 号海盗只需给编号在 (2*G) 以内跟他/她相同奇偶性的海盗分配 1 枚金币即可，其余金币都归他/她自己，但编号大于 (2*G) 的海盗分不到金币。利用计算机编程很容易验证这一结论。